# 여봉행
《여봉행》(중국어 간체자: 与凤行, 정체자: 與鳳行, 병음: Yǔfèngxíng)은 2024년 방송되었던 중국의 드라마이다.

## 줄거리
- 마족 여왕 심리는 원치 않는 혼인을 피해 도망치던 중 인간계에 떨어지고 인간의 몸으로 지내던 상고 시대의 마지막 신 행지를 만나게 된다. 두 사람은 함께 많은 일을 겪으며 사랑을 키우지만 각자 자신이 속한 세계와 사명 때문에 고뇌하게 되는데…

## 등장 인물
- 자오리잉 - 심리(沈璃) 역
- 린겅신 - 행지(行止) 역
- 신윈라이 - 묵방(墨方) 역
- 허위(何与) - 불용군(拂容君) 역
- 쩡리(曾黎) - 심목월(沈木月) 역
- 쉬안루(宣璐) - 유우(琉羽) 역
- 추신즈(邱心志) - 육명(六冥) 역
- 쉬하이차오 - 봉래(鳳來) 역
- 웨이쯔신(魏子昕) - 부생(苻生) 역
- 저우샤오촨(周小川) - 상북(尚北) 역
- 천전(陈震) - 제비(诸飞) 역
- 둥제 - 운낭(雲娘) 역
- 리쯔펑(李子锋) - 청야(清夜) 역
- 황이(黄羿) - 소하(小荷) 역
- 쑹닝펑(宋宁峰) - 주삼량(周三郎) 역
- 황덩덩(黄澄澄) - 왕보(王宝) 역
- 왕이야오(王伊瑶) - 금낭자(金娘子) 역
- 후단단(胡丹丹) - 야시(夜诗) 역
- 저우쥔웨이(周峻纬) - 모자순(慕子淳) 역
- 허우퉁장(侯桐江) - 설서선생(说书先生) 역
- 웨양(岳旸) - 동해용왕(东海龙王) 역
- 리이난(李逸男) - 북소염(北小炎) 역
- 수야신(书亚信) - 물원선군(勿元仙君) 역
- 천루첸(陈露茜) - 육아(肉丫) 역
- 왕쯔웨이(王梓薇) - 소조(小桃) 역
- 야오이치(姚一奇) - 고성예(顾成睿) 역
- 왕청쓰(王成思) - 산명선생(算命先生) 역
- 쉐이룬(薛亦伦) - 호록(湖鹿) 역
- 왕성한(王星瀚) - 왕반선(王半仙) 역
- 리훙취안(李洪全) - 주대랑(周大郎) 역
- 류위(刘煜) - 청안(青颜) 역
- 황찬찬(黄灿灿) - 명서선자(明书仙子) 역

## 참고 사항
- 극중 심리와 봉래 역을 맡은 자오리잉과 쉬하이차오는 《화천골》이후 10년만에 재회하였다.